# Sūtra du pic du vajra
Le Sūtra du pic du vajra (sanskrit : वज्रशेखर सूत्र, translittération IAST : vajraśekhara sūtra ; traduction en chinois traditionnel : 金剛頂經 ; chinois simplifié : 金刚顶经 ; pinyin : jīngāng dĭng jīng, donnant la translittération en Kongō-chō-kyō (金剛頂経)), est avec le Maha Vairochana Sutra l’un des textes fondateurs de l'école tantrique japonaise Shingon.
En opposition au Mahā Vairocana Sūtra qui expose les principes de l’enseignement, le Vajraśekhara Sūtra consiste essentiellement en instructions concernant la pratique. Le Monde du Diamant (sanskrit : वज्रधातु, IAST : vajra dhātu ; 金剛界 / 金刚界, jīngāng jiè ; ja : 金剛界/kongō-kaï), apposé au mur ouest des temples, en est une représentation.
Au Tibet, il est considéré comme un tantra relevant de la classe des yogatantras.

## Noms
Son nom complet est Sarvatathāgatatattva samgraham nama-mahāyāna sūtram-sopasamhara tantram, approximativement : Sūtra du roi du grand enseignement du mahâyâna porteur de la vérité de tous les bouddhas au pic du vajra.  Son nom chinois, à l'origine du nom japonais, est Jingangding jing (金剛頂経). Il est aussi appelé en français  Soutra du summum du vajra et Soutra de la couronne de diamant.

## Versions
Il en existe trois versions :  
- Version de Vajrabodhi (Jingangzhi 金剛智 671-741) en quatre tomes ;
- Version d'Amoghavajra (Bukong 不空 705-774), disciple de Vajrabodhi, en trois tomes, la plus courante ;
- Version de Dānapāla (Shihu 施護 XIe siècle), en trente volumes, la plus proche du texte d’origine ;

## Origine
Le fondateur de l’école Shingon, Kūkai (Kōbō-Daishi), dont l’intérêt pour le tantrisme avait été éveillé par la lecture du Mahā Vairocana Sūtra, fit partie d’un groupe de moines envoyés par l’empereur en voyage d’études en Chine. Au temple du dragon bleu (青龍寺, qīnglóng sì) de Chang'an, il devint l’élève de Huiguo 惠果, huìguǒ ; jap : Keika), disciple du grand traducteur de textes tantriques Amoghavajra, l’un des fondateurs de l’école Zhenyan (Shingon) chinoise. Il rapporta le Vajraśekhara Sūtra au Japon et en fit l’un des textes essentiels de son enseignement. 
Kūkai a laissé des commentaires dans lesquels il prétendait que le soutra d’origine était plus long, et que la plus grande partie était déjà perdue du temps de son maître Huiguo.